# Nadleśnictwo Lubniewice
Nadleśnictwo Lubniewice – nadleśnictwo należące do Regionalnej Dyrekcji Lasów Państwowych w Szczecinie, położone w województwie lubuskim – obejmuje terytorialnie gminy: Lubniewice (4220,02 ha), Krzeszyce (9372,72 ha), Sulęcin (1965,19 ha), Deszczno (1769,35 ha) oraz miasto Lubniewice (313,49 ha) i część Gorzowa Wlkp.
Położone jest w zachodniej części Krainy Wielkopolsko–Pomorskiej, w mezoregionie Kotliny Gorzowskiej oraz w dzielnicy Pojezierza Lubuskiego. Prawie cały obszar leśny leży w jednym kompleksie, stanowiącym część Puszczy Lubuskiej, przeciętym dwoma rzekami Lubnią (Lubniewką) i Postomią.

## Historia
Przed II wojną światową lasy dzisiejszego Nadleśnictwa w większości stanowiły część majątków ziemskich, część prywatnej własności, a w części były lasami samorządowymi Gorzowa i Lubniewic. Jednym z większych majątków był majątek Rittergut Königswalde będący własnością rodziny von Waldow z linii Habsburgów. Było to około 77% lasów Nadleśnictwa Lubniewice utworzonego w roku 1945.
Nadleśnictwo w dzisiejszych granicach utworzono z 1 stycznia 1993. W skład Nadleśnictwa weszły części obrębów Glinik i Lubniewice z Nadleśnictwa Skwierzyna oraz część obrębu Sulęcin z Nadleśnictwa Ośno Lubuskie. Siedzibą Nadleśnictwa zostały Krzeszyce. 1 stycznia 1995 Minister Ochrony Środowiska Zasobów Naturalnych i Leśnictwa zmienił lokalizację siedziby na Lubniewice.
Dzisiaj Nadleśnictwo gospodaruje na ogólnej powierzchni 17688,45 ha, w tym lasy 16597,69 ha i 15,78 ha rezerwaty przyrody.

## Leśnictwa
W skład nadleśnictwa wchodzi 9 leśnictw:
| - Rudnica - Kołczyn - Krzeszyce | - Karkoszów - Rudna - Rogi | - Trzy dęby (Rudna) - Miechów - Lubniewice |

oraz szkółka leśna w Rogach.

## Ochrona przyrody
Na terytorium Nadleśnictwa Lubniewice znajduje się wiele ciekawych obiektów przyrodniczych:
- Rezerwat przyrody Janie im. Włodzimierza Korsaka – obszar jeziora i lasu o łącznej powierzchni 50,52 ha.
- Obszary chronionego krajobrazu:
  - Pojezierze Lubniewicko–Sulęcińskie;
  - Dolina Postomii;
  - Gorzowsko–Krzeszycka Dolina Warty.

Wśród pomników przyrody znajdują się 23 okazałe drzewa pomnikowe takie jak: dąb szypułkowy, sosna zwyczajna, buk, grab, modrzew, brzoza, jesion. Największym z nich jest dąb szypułkowy o obwodzie 660 cm i wysokości 28 m.
Występuje tu również wiele gatunków roślin i zwierząt objętych różnymi formami ochrony gatunkowej.
Na terenie Nadleśnictwa stwierdzono obecność dziewięciu młodych bielików (Haliaeetus albicilla).

## Drzewostan
- sosna – 95,80%
- brzoza i olsza – 2,8%
- dąb, świerk i buk – 1,4%